# Uhrsleben
Uhrsleben là một đô thị ở Börde huyện thuộc bang Sachsen-Anhalt, nước Đức. Đô thị Uhrsleben có diện tích 11,02 km², dân số thời điểm ngày 31 tháng 12 năm 2006 là 476 người.